# Grammy-díj a legjobb R&B-albumért
A Grammy-díj a legjobb R&B-albumért egy kategória a Grammy-díjátadón. A díjat évente adják át.
A kategória leírása alapján a díjat olyan albumoknak adják át, amelyek "legalább 51%-a újonnan felvett kortárs R&B alapanyagot" tartalmaznak, illetve "a produceri munka tartalmazhat rap elemeket is."
2003 és 2011 között létezett egy ehhez hasonló kategória, melynek neve Legjobb kortárs R&B-album volt, amely keretében hiphop-stílusú R&B-albumoknak adták át a díjat, míg a hagyományos hangzású albumoknak adták a díjat a Legjobb R&B-album kategóriában. 2011-ben összevonták a két kategóriát. 2020-ban bemutatták a Legjobb progresszív R&B-album díjat.
A díjat az előadó, a producer, a hangmérnök és a keverő kapja, ha az album legalább 50%-án közreműködtek. Azok, akik ennél kevesebbet dolgoztak az albumon, kaphatnak egy győztesi igazolványt.
Alicia Keys és John Legend nyerte el a díjat a legtöbbször, háromszor. A TLC, D’Angelo és Chris Brown két díjat szereztek. Mary J. Blige-t jelölték a legtöbbször, összesen ötször. Az első nem-amerikai, akit jelöltek Bern/hoft volt. Ledisi-nek van a legtöbb jelölése (4) úgy, hogy egy díjat se nyert meg.

## Díjazottak
| Év   | Győztes                    | Győztes munka                   | Jelöltek | For.   |
| ---- | -------------------------- | ------------------------------- | --- | ------ |
| 1995 | Boyz II Men                | II                              | - Anita Baker – Rhythm of Love - Tevin Campbell – I’m Ready - Gladys Knight – Just for You - Me’Shell NdegéOcello – Plantation Lullabies - Luther Vandross – Songs                 | [ 3 ]  |
| 1996 | TLC                        | CrazySexyCool                   | - Mary J. Blige – My Life - D’Angelo – Brown Sugar - Prince – The Gold Experience - Barry White – The Icon Is Love                                                                 | [ 4 ]  |
| 1997 | Tony Rich                  | Words                           | - Oleta Adams – Moving On - Maxwell – Maxwell’s Urban Hang Suite - Curtis Mayfield – New World Order - Me’Shell NdegéOcello – Peace Beyond Passion                                 | [ 5 ]  |
| 1998 | Erykah Badu                | Baduizm                         | - Babyface – The Day - Mary J. Blige – Share My World - Boyz II Men – Evolution - Patti LaBelle – Flame - Whitney Houston – The Preacher’s Wife: Original Soundtrack Album         | [ 6 ]  |
| 1999 | Lauryn Hill                | The Miseducation of Lauryn Hill | - Erykah Badu – Live - Brandy – Never Say Never - Aretha Franklin – A Rose Is Still a Rose - Maxwell – Embrya                                                                      | [ 7 ]  |
| 2000 | TLC                        | FanMail                         | - Mary J. Blige – Mary - Whitney Houston – My Love Is Your Love - R. Kelly – R. - Brian McKnight – Back at One                                                                     | [ 8 ]  |
| 2001 | D’Angelo                   | Voodoo                          | - Boyz II Men – Nathan Michael Shawn Wanya - Toni Braxton – The Heat - Joe – My Name Is Joe - Jill Scott – Who Is Jill Scott? Words and Sounds Vol. 1 - Sisqó – Unleash the Dragon | [ 9 ]  |
| 2002 | Alicia Keys                | Songs in A Minor                | - Aaliyah – Aaliyah - India Arie – Acoustic Soul - Mary J. Blige – No More Drama - Destiny’s Child – Survivor                                                                      | [ 10 ] |
| 2003 | India Arie                 | Voyage to India                 | - Joe – Better Days - Musiq – Juslisen - Raphael Saadiq – Instant Vintage - Remy Shand – The Way I Feel                                                                            | [ 11 ] |
| 2004 | Luther Vandross            | Dance with My Father            | - Erykah Badu – Worldwide Underground - Blu Cantrell – Bittersweet - Aretha Franklin – So Damn Happy - The Isley Brothers – Body Kiss                                              | [ 12 ] |
| 2005 | Alicia Keys                | The Diary of Alicia Keys        | - Anita Baker – My Everything - Al Green – I Can’t Stop - Prince – Musicology - Jill Scott – Beautifully Human: Words and Sounds Vol. 2                                            | [ 13 ] |
| 2006 | John Legend                | Get Lifted                      | - Fantasia – Free Yourself - Earth, Wind & Fire – Illumination - Alicia Keys – Unplugged - Stevie Wonder – A Time to Love                                                          | [ 14 ] |
| 2007 | Mary J. Blige              | The Breakthrough                | - Jamie Foxx – Unpredictable - India Arie – Testimony: Vol. 1, Life & Relationship - Prince – 3121 - Lionel Richie – Coming Home                                                   | [ 15 ] |
| 2008 | Chaka Khan                 | Funk This                       | - Ledisi – Lost & Found - Musiq Soulchild – Luvanmusiq - Jill Scott – The Real Thing: Words and Sounds Vol. 3 - Tank – Sex, Love & Pain                                            | [ 16 ] |
| 2009 | Jennifer Hudson            | Jennifer Hudson                 | - Eric Benét – Love & Life - Boyz II Men – Motown: A Journey Through Hitsville USA - Al Green – Lay It Down - Raphael Saadiq – The Way I See It                                    | [ 17 ] |
| 2010 | Maxwell                    | BLACKsummers’night              | - Anthony Hamilton – The Point of It All - India Arie – Testimony: Vol. 2, Love & Politics - Ledisi – Turn Me Loose - Charlie Wilson – Uncle Charlie                               | [ 18 ] |
| 2011 | John Legend és a The Roots | Wake Up!                        | - Raheem DeVaughn – The Love & War MasterPeace - Fantasia – Back to Me - Jaheim – Another Round - Monica – Still Standing                                                          | [ 19 ] |
| 2012 | Chris Brown                | F.A.M.E.                        | - El DeBarge – Second Chance - Ledisi – Pieces of Me - Kelly Price – Kelly - R. Kelly – Love Letter                                                                                | [ 20 ] |
| 2013 | Robert Glasper Experiment  | Black Radio                     | - Anthony Hamilton – Back to Love - R. Kelly – Write Me Back - Tamia – Beautiful Surprise - Tyrese – Open Invitation                                                               | [ 21 ] |
| 2014 | Alicia Keys                | Girl On Fire                    | - Faith Evans – R&B Divas - John Legend – Love in the Future - Chrisette Michele – Better - TGT – Three Kings                                                                      | [ 22 ] |
| 2015 | Toni Braxton & Babyface    | Love, Marriage & Divorce        | - Bern/hoft – Islander - Aloe Blacc – Lift Your Spirit - Robert Glasper Experiment – Black Radio 2 - Sharon Jones & The Dap-Kings – Give The People What They Want                 | [ 23 ] |
| 2016 | D’Angelo & The Vanguard    | Black Messiah                   | - Leon Bridges – Coming Home - Andra Day – Cheers to the Fall - Jazmine Sullivan – Reality Show - Charlie Wilson – Forever Charlie                                                 | [ 24 ] |
| 2017 | Lalah Hathaway             | Lalah Hathaway Live             | - BJ The Chicago Kid – In My Mind - Terrace Martin – Velvet Portraits - Mint Condition – Healing Season - Mýa – Smoove Jones                                                       | [ 25 ] |
| 2018 | Bruno Mars                 | 24K Magic                       | - Daniel Caesar – Freudian - Ledisi – Let Love Rule - PJ Morton – Gumbo - Musiq Soulchild – Feel the Real                                                                          | [ 26 ] |
| 2019 | H.E.R.                     | H.E.R.                          | - Toni Braxton – Sex & Cigarettes - Leon Bridges – Good Thing - Lalah Hathaway – Honestly - PJ Morton – Gumbo Unplugged (Live)                                                     | [ 27 ] |
| 2020 | Anderson .Paak             | Ventura                         | - BJ the Chicago Kid – 1123 - Lucky Daye – Painted - Ella Mai – Ella Mai - PJ Morton – Paul                                                                                        | [ 28 ] |
| 2021 | John Legend                | Bigger Love                     | - Ant Clemons – Happy 2 Be Here - Giveon – Take Time - Luke James – To Feel Love/d - Gregory Porter – All Rise                                                                     | [ 29 ] |
| 2022 | Jazmine Sullivan           | Heaux Tales                     | - Snoh Aalegra – Temporary Highs in the Violet Skies - Jon Batiste – We Are - Leon Bridges – Gold-Diggers Sound - H.E.R. – Back of My Mind                                         | [ 30 ] |
| 2023 | Robert Glasper             | Black Radio III                 | - Mary J. Blige – Good Morning Gorgeous (Deluxe) - Chris Brown – Breezy (Deluxe) - Lucky Daye – Candydrip - PJ Morton – Watch the Sun                                              | [ 31 ] |
| 2024 | Victoria Monét             | Jaguar II                       | - Babyface – Girls Night Out - Coco Jones – What I Didn’t Tell You (Deluxe) - Emily King – Special Occasion - Summer Walker – Clear 2: Soft Life EP                                | [ 32 ] |
| 2025 | Chris Brown                | 11:11 (Deluxe)                  | - Lalah Hathaway – Vantablack - Muni Long – Revenge - Lucky Daye – Algorithm - Usher – Coming Home                                                                                 |        |

## A díjat többször elnyert előadók
| Díjak száma | Előadó         |
| ----------- | -------------- |
| 3           | Alicia Keys    |
| 3           | John Legend    |
| 2           | Chris Brown    |
| 2           | D’Angelo       |
| 2           | Robert Glasper |
| 2           | TLC            |

## A legtöbbször jelölt előadók
Az alábbi listán azok szerepelnek, akiket legalább háromszor jelöltek a díjra.

| Jelölések száma | Előadó          |
| --------------- | --------------- |
| 6               | Mary J. Blige   |
| 4               | Boyz II Men     |
| 4               | India Arie      |
| 4               | Alicia Keys     |
| 4               | Ledisi          |
| 4               | PJ Morton       |
| 3               | Babyface        |
| 3               | Erykah Badu     |
| 3               | Toni Braxton    |
| 3               | Leon Bridges    |
| 3               | Chris Brown     |
| 3               | D’Angelo        |
| 3               | Lucky Daye      |
| 3               | Robert Glasper  |
| 3               | Lalah Hathaway  |
| 3               | R. Kelly        |
| 3               | John Legend     |
| 3               | Maxwell         |
| 3               | Musiq Soulchild |
| 3               | Prince          |
| 3               | Jill Scott      |

## Külső hivatkozások
- Hivatalos weboldal